# Caloptilia ulmi
Caloptilia ulmi là một loài bướm đêm thuộc họ Gracillariidae. Nó được tìm thấy ở Trung Quốc, Nhật Bản (Honshū, Hokkaidō) và vùng Viễn Đông Nga.
Sải cánh dài 11–14 mm.
Ấu trùng ăn Ulmus davidiana, Ulmus japonica, Ulmus laciniata và Zelkova serrata. Chúng ăn lá nơi chúng làm tổ.